# American Free Press
 (mai 2013).
Si vous disposez d'ouvrages ou d'articles de référence ou si vous connaissez des sites web de qualité traitant du thème abordé ici, merci de compléter l'article en donnant les références utiles à sa vérifiabilité et en les liant à la section « Notes et références ».
Pour les articles homonymes, voir AFP (homonymie).
American Free Press  (AFP) est un magazine d'actualité américain à la parution hebdomadaire, fondé en 2001 par un ancien rédacteur du journal d'extrême droite The Spotlight. Le journal, se proclamant « le dernier vrai journal d'informations américain », se déclare populiste et nationaliste et s'oppose à de nombreux choix politiques du gouvernement fédéral, notamment la guerre d'Irak et l'Accord de libre-échange nord-américain. Ses éditoriaux s'opposent également à certains groupes comme le Bilderberg ou l'American Israel Public Affairs Committee. Parmi ses fondateurs et rédacteurs, on peut citer Willis Carto.
Le caractère de ses contributeurs est très varié, allant de l'extrême droite à l'extrême gauche. L'itinéraire de son fondateur, la présence de publicités pour des maisons d'édition et des livres de groupes extrémistes comme la Nation of Islam, ont fait l'objet de polémiques.

## Critiques
Le Southern Poverty Law Center considère American Free Press comme un "hate group" et affirme qu'il diffuse de la propagande sur le sionisme, les conspirations relatives au "nouvel ordre mondial", les juifs américains et Israël ".
Un des anciens reporters du magazine prenait parti pour les théories conspirationnistes du 11 septembre. La Anti-Defamation League a critiqué le magazine, et, en particulier Bollyn pour avoir relié des personnalités de la communauté juive avec les attentats du 11 septembre et a l'a attaqué en justice pour dissémination de propagande antisémite.
Dans un article de mai 2011, Mark Dankof a protesté contre la tentative du gouvernement britannique de fermer Press TV, en l'attribuant au lobby juif, aux services secrets israéliens et aux néoconservateurs cherchant une guerre de civilisation avec l'Iran et plus généralement avec le monde musulman. Dans un autre article de mai 2011, Dankof a écrit que le Protocole des sages de Sion reflétait avec acuité l'état du monde actuel. Il encensait PressTV comme l'une des rares exceptions au contrôle des juifs sur les médias.

## Contributeurs connus
- Willis Carto
- Eustace Mullins